# Rhytidicolus
Rhytidicolus structor es una especie de araña migalomorfa de la familia Cyrtaucheniidae. Es la única especie del género monotípico Rhytidicolus.  Es nativa de Venezuela.